# Venturini Racing
Venturini Racing – były włoski zespół wyścigowy, startujący w latach 1999–2001 w World Series by Nissan. Już w pierwszym sezonie startów ekipa stanęła na najniższym stopniu podium klasyfikacji zespołów. Stało się to głównie dzięki Portugalczykowi Rui Águasowi, który pięciokrotnie stawał na podium. Jedno miejsce na podium dołożył także Davide Campana. Rok później zespół powtórzył wynik. Pierwsze zwycięstwo dla ekipy odniósł Rui Águas, a Włoch Matteo Bobbi dodał 34 punkty w klasyfikacji generalnej. W 2002 roku Jonathan Cochet stawał dwukrotnie na podium i przyniósł zespołowi 51 z 53 punktów. Ekipa została sklasyfikowana na siódmej pozycji w końcowej klasyfikacji zespołów. Rok później zespół pojawił się jeszcze na starcie Formuły Nissan 2000, gdzie kierowca ekipy – Borja García był trzeci w klasyfikacji generalnej. Poza tym ekipa pojawiała się także w stawce Europejskiej Formuły 3.